# Польове (Білозерський район)
Польове́ (рос. Полевое) — село у складі Білозерського району Курганської області, Росія. Входить до складу Нижньотобольної сільської ради.
Населення — 112 осіб (2010, 134 у 2002).